# Saurierfährten Münchehagen

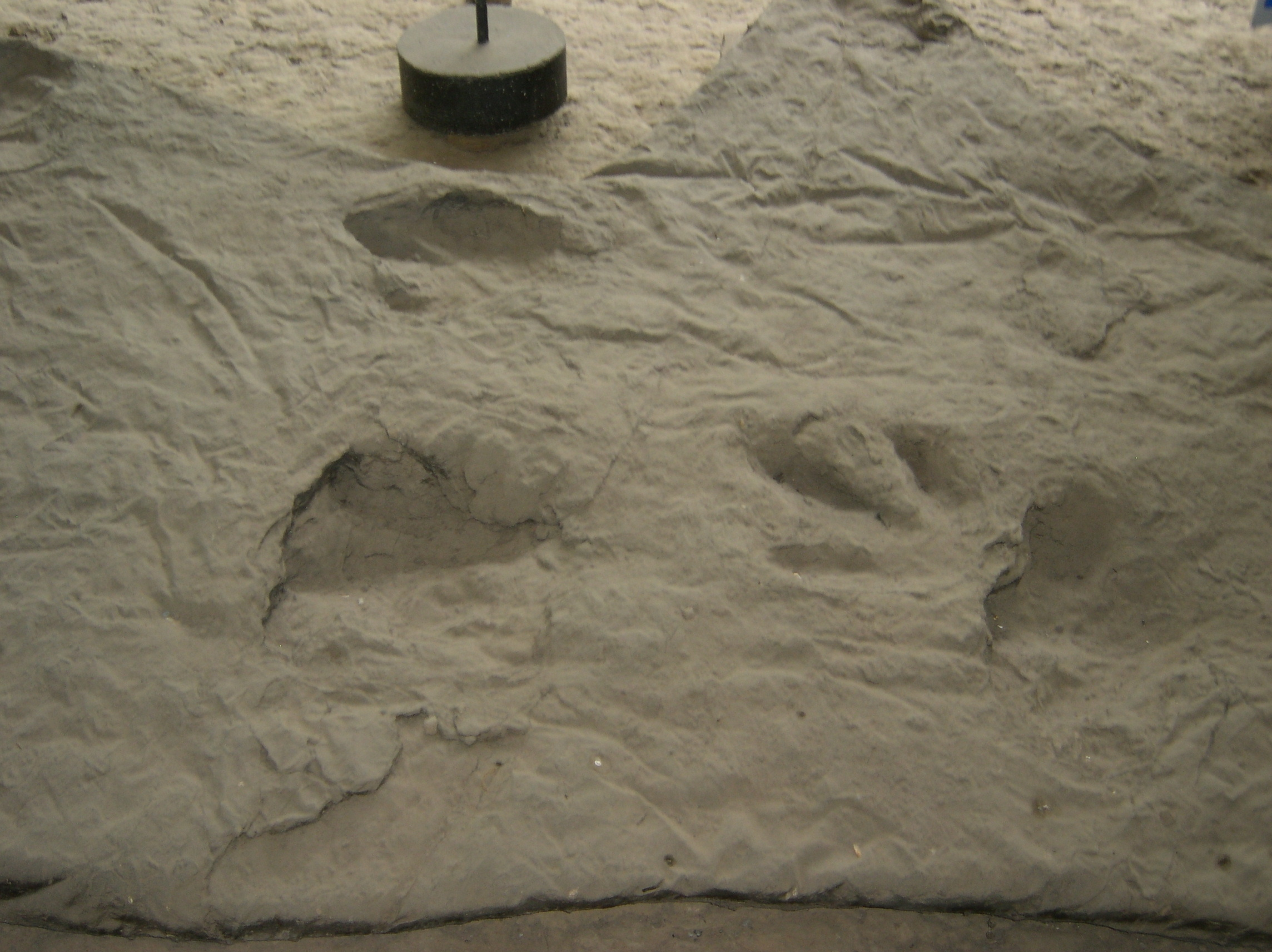
Trittsiegel eines theropoden Dinosauriers

Die Saurierfährten Münchehagen sind ein vom Freilichtmuseum Dinosaurier-Park Münchehagen umgebenes Naturdenkmal in einem ehemaligen Steinbruch in den Rehburger Bergen bei Münchehagen, einem Stadtteil von Rehburg-Loccum in Niedersachsen.

## Beschreibung

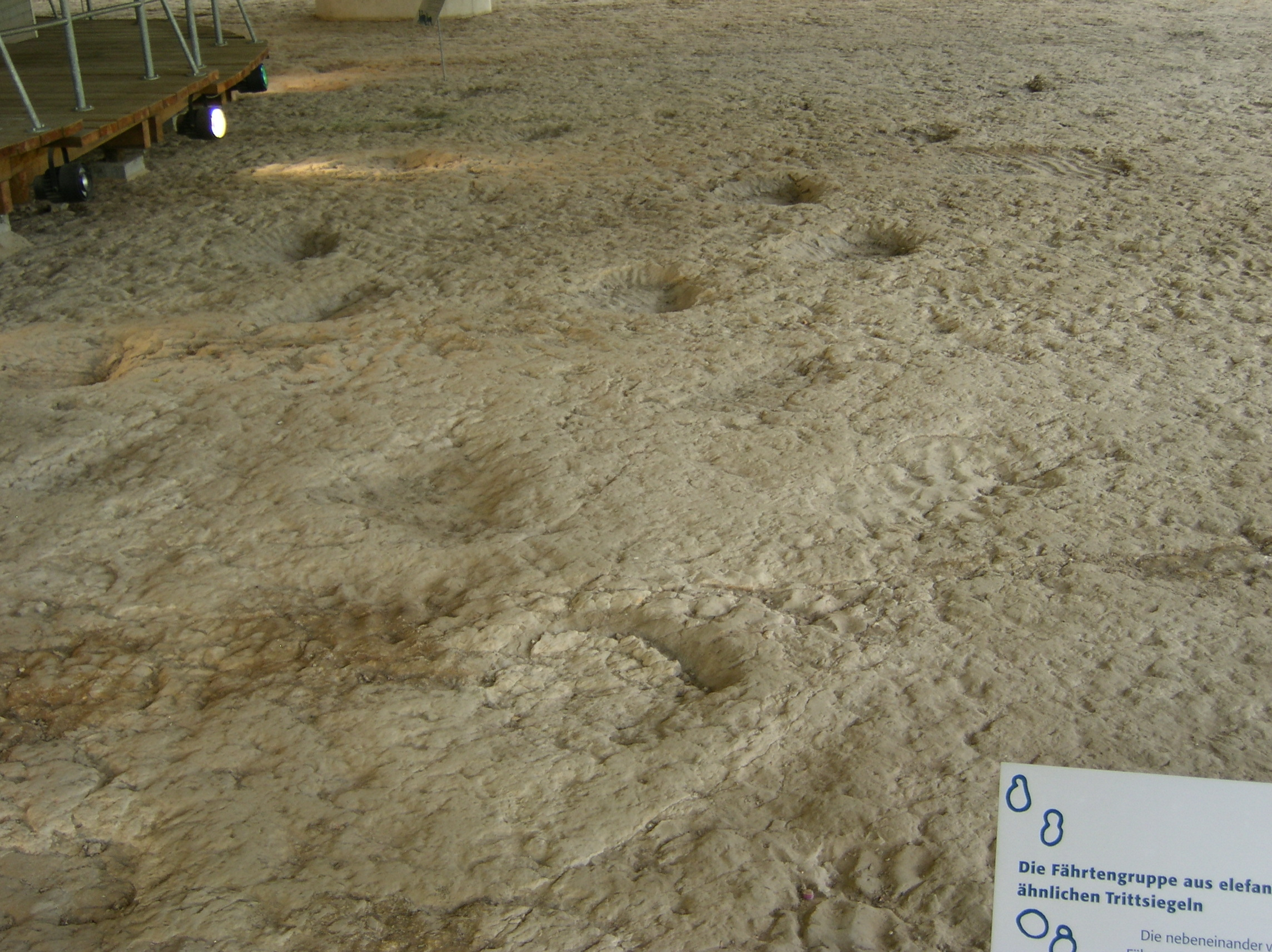
Fährtengruppe sauropoder Dinosaurier

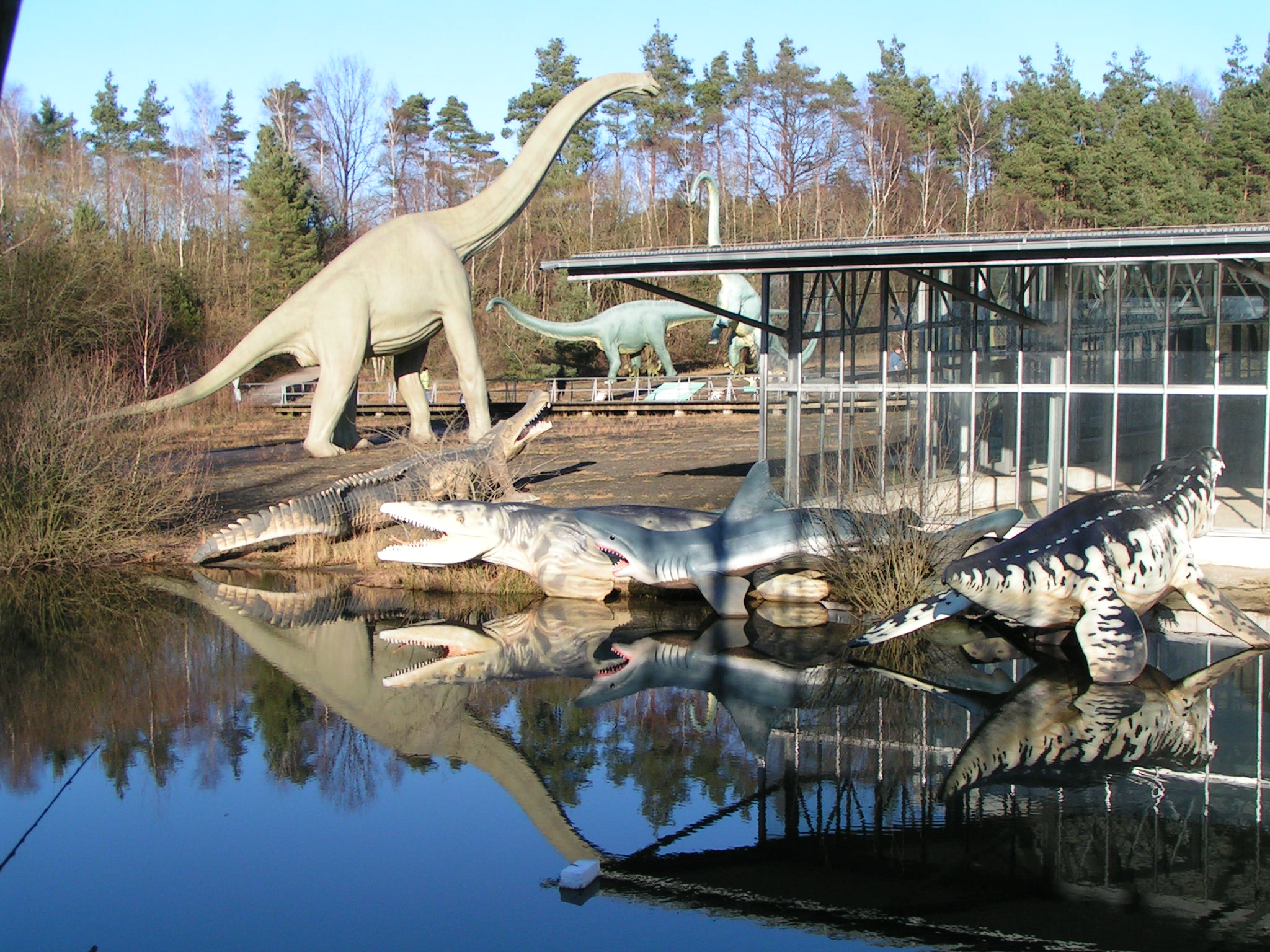
Sauriermodelle und die Schutzhalle des Nationalen Geotops „Saurierfährten“ (2008)

Bei den fossilen Fährten handelt es sich um etwa 250 Fußabdrücke von Dinosauriern im Wealdensandstein, die vor rund 140 Millionen Jahren zu Beginn der Unterkreidezeit im weichen Boden eines Flussmündungsdeltas hinterlassen wurden. Die Trittsiegel verlaufen in mehreren Fährten und stammen sowohl von pflanzenfressenden „elefantenfüßigen“ Sauropoden als auch von dreizehigen fleischfressenden Theropoden. Von den insgesamt 15.000 Quadratmetern Fläche wurden 3.500 Quadratmeter mit einer Halle zum Schutz vor Witterungseinflüssen überdacht, nachdem Versuche zur Konservierung der Spuren unter freiem Himmel scheiterten. „Die Saurierfährten bei Münchehagen am Steinhuder Meer“ wurden 2006 zum Nationalen Geotop in Deutschland erklärt.
Entdeckt wurden die Spuren im Jahr 1980, als im Rahmen einer Feuerwehrübung die Steinbruchsohle abgespritzt wurde und die bis zu 130 cm großen schlammgefüllten Vertiefungen freigelegt wurden.
Rund um das Naturdenkmal wurde das Freilichtmuseum „Dinosaurier-Park Münchehagen“ errichtet. Auf einem 2,5 Kilometer langen Rundweg folgt man der Erdgeschichte vom Erdaltertum (Paläozoikum) bis zur Erdneuzeit (Känozoikum). Entlang seines Verlaufs sind passend zum Erdzeitalter insgesamt über 200 bis zu 45 Meter lange lebensnahe Modelle vorzeitlicher Tiere aufgestellt. Ein „Museum im Museum“ stellt einige veraltete Modelle aus und zeigt, wie sich das Wissen über das Aussehen dieser Tiere gewandelt hat.